# آفنا جیان
فلیکس آفنا-جیان (انگلیسی: Felix Afena-Gyan؛ زادهٔ ۱۹ ژانویهٔ ۲۰۰۳) بازیکن فوتبال اهل غنا است که برای باشگاه کرمونزه بازی می‌کند.